# Era das Utopias
Era das Utopias, minissérie exibida pela TV Brasil em 2009. Idealizada e dirigida pelo cineasta Silvio Tendler, outro destaque do projeto de renovação da programação que está em curso pela emissora. Dividida em seis capítulos, Era das Utopias retrata as principais transformações sociais, econômicas, culturais e artísticas após a Segunda Guerra Mundial.
A utopia pela igualdade entre os homens inspirou gerações. O mundo  soviético inspirou os sonhadores. Com o fim da II Guerra Mundial, os Estados Unidos tornaram-se a potência emergente. O american way of life passa a ser o modelo de civilização, quase uma norma. O mundo assiste a um confronto cultural, social, religioso, político e ideológico.
Foi nessa época, há mais de vinte anos atrás, que Silvio Tendler começou a catalogar e organizar as utopias de sua geração. Para o cineasta, utopia é a palavra mais utilizada nos últimos tempos. Para ele, um assunto fascinante:
"Eu sempre trabalhei muito na questão das ideologias, na questão da história, e corri atrás desta construção pelo mundo a fora. São vinte anos de pesquisa em torno destas questões ideológicas que pautaram minha geração", afirmou.

## Sinopse
Os primeiros capítulos de Era das Utopias tratam do surgimento da utopia socialista e de todas as suas conseqüências durante o século XX. Já os capítulos referentes à utopia capitalista mostram a derrocada do Socialismo com a queda do muro de Berlim, em 1989. Além dos desdobramentos gerados e muitos outros fatos que levaram às novas utopias, derivadas do conflito entre novas tecnologias e velhas mazelas. Para Tendler, a luta das atuais gerações é a preservação do planeta.
Era das Utopias exibiu algumas imagens de arquivo, além de imagens e entrevistas inéditas dos principais intelectuais, artistas e personagens do período, como: Apolônio de Carvalho, Albert Jacquard, Eduardo Galeano, Ferreira Gullar, Gillo Pontecorvo, Jacob Gorender, Noam Chomsky, Jaguar, Augusto Boal, Edgar Morin, Sérgio Cabral, Susan Sontag, Tom Zé, entre outros.

## Com Depoimentos de
- Adetokunbo Borishade  - professora e pesquisadora da cultura afro-americana e africana.
- Albert Jacquard - geneticista francês.
- Amos Gitai - cineasta israelense.
- Apolônio de Carvalho - dirigente do Partido Comunista. Lutou na Guerra Civil Espanhola.
- Carlos Alberto Moreira - biomédico
- Carlos Eduardo Lins da Silva  - jornalista
- Carlos Walter Porto  - geógrafo
- Chico de Oliveira - sociólogo
- Clara Charf  - militante comunista.
- Edgar Morin - sociólogo.
- Eduardo Bueno - jornalista e escritor.
- Eduardo Galeano - jornalista e escritor uruguaio.
- Ferreira Gullar - poeta.
- Frei Fernando  - frei dominicano, participou da resistência à ditadura militar.
- George Yúdice  - professor e escritor norte-americano.
- Jacob Gorender - historiador e militante comunista.
- Jean Marc Salmon  - sociólogo francês.
- Jorge Zabalza  - combatente do grupo guerrilheiro uruguaio Tupamaros.
- Leandro Konder - filósofo.
- Leonardo Boff - teólogo.
- Luis Fernando Veríssimo - jornalista e escritor.
- Luiz Gê - ilustrador e professor de desenho.
- Moacyr Felix  - poeta.
- Moacyr Scliar - médico e escritor.
- Muk Tsur  - diretor do movimento de Kibbutz em Israel
- Noam Chomsky - lingüista norte-americano.
- Noel Gertel  - jornalista
- Raul Alvarez  - engenheiro, membro do movimento estudantil mexicano de 1968.
- Roberto Fernández Retamar - escritor cubano. Presidente da Casa das Américas.
- Samuel Blixen  - jornalista, combatente do grupo guerrilheiro uruguaio Tupamaros.
- Sergio Amadeu  - sociólogo.
- Susan Sontag - escritora norte-americana.
- Toni Negri - filósofo italiano.
- Wolfgang Becker - cineasta alemão.
- Yves Lesbaupin  - ex-frei dominicano, participou da resistência à ditadura militar.

## Ficha Técnica
- Direção e Roteiro: Silvio Tendler
- Produção Executiva: Ana Rosa Tendler
- Assistente de Direção: Nina Tedesco
- Pesquisa: Renata Ventura
- Assistente de pesquisa e produção: Gabriel Marinho
- Edição: Bernardo Jucá / Fernanda Bastos / Nina Galanternick
- Videografismo: Radiográfico
- Trilha sonora: Lucas Marcier Rodrigo Marçal
- Equipe Caliban: Alexander da Silva / Arthur Bastos / Bernardo Pimenta / Elisa Paiva
- TV Brasil,  Rádios MEC,  Nacional, Nacional da AM e Alto Solimões